# Casa Rectoral (el Papiol)
La casa rectoral del Papiol és un edifici protegit com a bé cultural d'interès local.

## Descripció
La planta sembla un rectangle bastant irregular i l'edifici està compost per planta baixa i primer pis. Està situat darrere l'església, i presenta a la façana principal, un arc de mig punt adovellat, de pedra picada local i precedit per dos graons d'accés que salven el desnivell. La porta d'accés està coronada per un escut recent. A la planta inferior presenta arcades molt àmplies de diafragma, de mig punt, tot i que la que dona al carrer de volta de canó. Conserva en bon estat el portal adovellat de pedra vermella.

## Història
És un casal gòtic força restaurat després de la Guerra Civil, que el va malmetre, igual que l'església antiga del poble.